# Glenea brunnipennis
Glenea brunnipennis là một loài bọ cánh cứng trong họ Cerambycidae.